# Ozirna, Zvenîhorodka
Ozirna (în ucraineană Озірна) este o comună în raionul Zvenîhorodka, regiunea Cerkasî, Ucraina, formată numai din satul de reședință.

## Demografie
Componența lingvistică a comunei Ozirna
     Ucraineană (97,44%)
     Rusă (2,23%)
     Alte limbi (0,25%)
Conform recensământului din 2001, majoritatea populației comunei Ozirna era vorbitoare de ucraineană (97,44%), existând în minoritate și vorbitori de rusă (2,23%).